# 丹拿CVG5巴士
丹拿CVG5（英語：Daimler CVG5）是英國丹拿出產的雙層巴士。CVG5 全稱為“Commercial Victory Gardner 5-cylinder”，因選配吉拿（Gardner）5氣缸引擎而名。CVG5為前置引擎，半駕駛艙設計。

## 簡述
所謂「CVG5型」，只是一個簡寫，它的全寫是「Commercial Victory Gardner 5 cylinder」，而「CVG6型」也就是「Commercial Victory Gardner 6 cylinder」。「Victory」（勝利型）是這個型號巴士的主要名稱，數目字的分野，主要反映出引擎汽缸的數目。可能是由於名稱太長，所以留存下來的名字，一直就是「CVG5」及「CVG6」型，沒有人再強調甚麼「Victory」或「勝利」的字眼了。
當年的丹拿「CVG5型」雙層巴士底盤在1946年面世的時候，全部只有一個規格，就是前後輪軸距離是16呎4吋（4.98米），配用「吉拿」的5LW引擎，及先選式手動波箱。

## 香港的丹拿CVG5
1940年代中，隨著大量新移民從中國湧入，人口的急升，香港的巴士載客服務量激增，使原有的單層巴士不敷應用。九巴於1948年引入4輛「丹拿」CVG5雙層巴士，率先進入雙層巴士時代，行走尖沙咀至九龍城一帶。由於香港以前從未有雙層巴士出現，故此為了使這批雙層巴士順利行走主要幹線彌敦道，當局要大費周章把路旁的樹木依情況鋸去，並把招牌限制升高至4.8米。（這高度對於香港現時的巴士來說，仍然非常足夠。）

### 丹拿A型

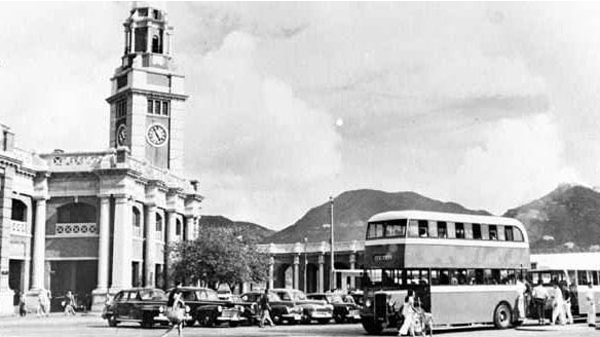
1952年，停靠在九廣鐵路九龍車站的丹拿CVG5（A型）

第一輛雙層巴士在九龍半島出現，是在1949年，亦即是這款丹拿「CVG5 型」，九巴將之稱為「丹拿A型」。巴士全長是26呎（7.92米），闊度是7呎6吋（2.29米）。巴士採用的金屬車身，也是來自英國，由「Metal Sections」公司供應。這款巴士的模式與當年英國本土的車款相若，黑黑的傳統車嘴，人稱「烏嘴狗」。車門設於車尾，情形一如倫敦市面的AEC Routemaster巴士無異。另外，首批丹拿「CVG5型」巴士的車頭的上層車窗，初時是採用自上而下的開啟方式，自1950年代中期，才改作橫向的推拉方式開關。另外，九巴又於1952年開始，加設了前車門，並將尾門稍加改良，配合人手控制的閘門操作，成為1950、60年代九巴巴士的標準閘門設計。
從1949年至1953年，九巴共購入125輛「烏嘴狗」款式的丹拿「CVG5 型」雙層巴士。又從1954年至1957年，購買另外90輛採用名叫「伯明翰」式（Birmingham）車嘴的「CVG5型」，這款車嘴的主要設計特色，是不再有烏黑的引擎飾蓋，取而代之，是完整的引擎外罩，而兩枚車頭燈也被收藏於車嘴上面。

### 丹拿B型
到1959年，九巴再度增購丹拿「CVG5型」新巴士。從1959年至1961年，總訂購額達110輛。這批新車最大的特點，是長度增加了1呎，而底盤的前後軸距保持不變，被叫做「丹拿B型」。新的「Metal Sections」的車身，首次採用「曼徹斯特」式（Manchester）的車嘴，意思是指這個款式，最早是在曼徹斯特市採用，從外貌上看，「曼徹斯特」式的車嘴，將兩枚車燈從車嘴移出，放在沙板位置上面。這個改動，又能令半駕駛艙式巴士的設計，進一步突出起來。至於增長了1呎的車身，全部被應用於尾輪軸之後，上層的尾窗被加長，而下層尾門之前則加多了一個寬柱位，上面增設路線號碼牌。

### 引退
所有這些九巴的丹拿「A型」和「B型」巴士，大部分在九巴車隊裡面，服役逾20年以上。其間，先後經歷了從手拉閘門演變至電動閘門，多位售票員工作模式改為一人售票，再演進至無人售票（一人操作）。而九巴為配合全面一人操作的需要，更於1970年代後期開始，全面替一些丹拿「CVG5型」巴士施以大手術，將車身全面改裝，主要的改動在於將登上上層的樓梯移前，尾門改作中門。另外，部份巴士更換上輸出馬力較大的「吉拿」引擎。直至1980年代初期，九巴的丹拿「CVG5型」巴士，才陸續退下火線，只餘下少量繼續扮演訓練巴士的角色。
被保留的九巴丹拿CVG5巴士現況：
- D11（4212）曾經被必達巴士保留，後被巴士迷購入保存，已於2017年9月17日返回九巴，並正進行復修工程。
- D26（4961）九巴保留，一直停放於九巴沙田車廠，是首批投入服務的四輛巴士之一。
- D29（4964）香港巴士迷會保留，但曾經於1998年發生火警